# Protonemura eumontana
Protonemura eumontana är en bäcksländeart som beskrevs av Zhiltzova 1957. Protonemura eumontana ingår i släktet Protonemura och familjen kryssbäcksländor. Inga underarter finns listade i Catalogue of Life.